# Скрино
Скрино́ (болг. Скрино) — село в Кюстендильській області Болгарії. Входить до складу общини Бобошево.

## Населення
За даними перепису населення 2011 року у селі проживали 69 осіб, усі — болгари.
Розподіл населення за віком у 2011 році:
Динаміка населення:

## Персоналії
- Іван Рильський (876—946) — болгарський святий, патрон болгарського народу, суворий чернець-самітник і подвижник.